# Stazione di Bruxelles Nord
La stazione di Bruxelles Nord (in francese gare de Bruxelles-Nord, in olandese station Brussel-Noord) è una stazione situata nel comune di Schaerbeek, a nord di Bruxelles, in Belgio.